# Världsmästerskapet i fotboll för klubblag 2015
Världsmästerskapet i fotboll för klubblag 2015 var den tolfte upplagan av VM i fotboll för klubblag. Turneringen avgjordes i åtta matcher mellan de kontinentala mästarna i fotboll. Turneringen spelades under perioden 10–20 december 2015, i Osaka och Yokohama i Japan. Sju lag från sex konfederationer deltog i turneringen. Asien hade två deltagande lag då Japan var värdnation.
Det spanska laget FC Barcelona från Katalonien besegrade det argentinska laget CA River Plate från Buenos Aires i finalen med slutsiffrorna 3–0. Detta blev FC Barcelonas tredje världsmästartitel. Sanfrecce Hiroshima från Hiroshima i Japan besegrade Guangzhou Evergrande från Guangzhou i Kina, i matchen om tredjepris. Sanfrecce Hiroshima var det enda laget som ej var regerande kontinental mästare, men som blev kvalificerad för spel i egenskap att man hade vunnit den japanska ligan (J. League J1 2015) och att Japan fick en plats i egenskap av värdnation för mästerskapet.
Luis Suárez från Uruguay blev den spelare med flest gjorda mål i turneringen, då han gjorde fem mål på två matcher för FC Barcelona. Suárez blev även tilldelad priset för turneringens bäste spelare. FC Barcelona blev tilldelad priset för Ärligt spel (Fair play) då laget ackumulerade minst antal regelvidrigheter.

## Deltagande klubblag
| Konfederation | Klubblag             | Kvalifikation                                  | Deltagande i ordning                   |
| ------------- | -------------------- | ---------------------------------------------- | -------------------------------------- |
| AFC           | Guangzhou Evergrande | Segrare av AFC Champions League 2015           | 2 (2013)                               |
| AFC           | Sanfrecce Hiroshima  | Segrare av J. League 2015 (J1)                 | 2 (2012)                               |
| Caf           | TP Mazembe           | Segrare av CAF Champions League 2015           | 3 (2009, 2010)                         |
| Concacaf      | América              | Segrare av CONCACAF Champions League 2014/2015 | 2 (2006)                               |
| Conmebol      | River Plate          | Segrare av Copa Libertadores 2015              | 1                                      |
| OFC           | Auckland City        | Segrare av OFC Champions League 2014/2015      | 7 (2006, 2009, 2011, 2012, 2013, 2014) |
| Uefa          | Barcelona            | Segrare av Uefa Champions League 2014/2015     | 4 (2006, 2009, 2011)                   |

## Matchresultat

### Spelträd
|  | Playoff             | Playoff     |  |  | Kvartsfinaler        | Kvartsfinaler |  |  | Semifinaler          | Semifinaler |  |  | Final                | Final       |  |
|  |                     |             |  |  |                      |               |  |  |                      |             |  |  |                      |             |  |
|  | 10 december         | 10 december |  |  | 13 december          | 13 december   |  |  | 16 december          | 16 december |  |  |                      |             |  |
|  | Sanfrecce Hiroshima | 2           |  |  | TP Mazembe           | 0             |  |  | Sanfrecce Hiroshima  | 0           |  |  |                      |             |  |
|  | Auckland City       | 0           |  |  | Sanfrecce Hiroshima  | 3             |  |  | River Plate          | 1           |  |  |                      |             |  |
|  |                     |             |  |  |                      |               |  |  |                      |             |  |  |                      |             |  |
|  |                     |             |  |  |                      |               |  |  |                      |             |  |  |                      |             |  |
|  |                     |             |  |  |                      |               |  |  | Match om femteplats  |             |  |  |                      |             |  |
|  |                     |             |  |  |                      |               |  |  | 16 december          | 16 december |  |  | 20 december          | 20 december |  |
|  |                     |             |  |  |                      |               |  |  | América              | 2           |  |  | River Plate          | 0           |  |
|  |                     |             |  |  |                      |               |  |  | TP Mazembe           | 1           |  |  | Barcelona            | 3           |  |
|  |                     |             |  |  |                      |               |  |  |                      |             |  |  |                      |             |  |
|  |                     |             |  |  |                      |               |  |  |                      |             |  |  | Match om tredjeplats |             |  |
|  |                     |             |  |  | 13 december          | 13 december   |  |  | 17 december          | 17 december |  |  | 20 december          | 20 december |  |
|  |                     |             |  |  | América              | 1             |  |  | Barcelona            | 3           |  |  | Sanfrecce Hiroshima  | 2           |  |
|  |                     |             |  |  | Guangzhou Evergrande | 2             |  |  | Guangzhou Evergrande | 0           |  |  | Guangzhou Evergrande | 1           |  |

### Playoff till kvartsfinalerna
| 1           | 10 december 2015 | Sanfrecce Hiroshima                     | 2 – 0   | Auckland City | International Stadium | |
| 19:45 UTC+9 | 19:45 UTC+9      | Yusuke Minagawa 9′ Tsukasa Shiotani 70′ | (1 – 0) |               | Yokohama Publik: 19 421<refname="Matchrapport−01">{{Webbref\|url=http://resources.fifa.com/mm/document/tournament/competition/02/74/34/29/eng_01_1 210_sfc-akl_fulltime.pdf\|titel=Match1:SanfrecceHiroshima-AucklandCity\|hämtdatum=18december2 015\|datum=10december2 015\|format=PDF\|utgivare=FIFA.com\|arkivurl=https://web.archive.org/web/20 151 218 201 230/http://resources.fifa.com/mm/document/tournament/competition/02/74/34/29/eng_01_1 210_sfc-akl_fulltime.pdf\|arkivdatum=18december2 015}}</ref> Domare: Sidi Alioum (Kamerun) | Yokohama Publik: 19 421<refname="Matchrapport−01">{{Webbref\|url=http://resources.fifa.com/mm/document/tournament/competition/02/74/34/29/eng_01_1 210_sfc-akl_fulltime.pdf\|titel=Match1:SanfrecceHiroshima-AucklandCity\|hämtdatum=18december2 015\|datum=10december2 015\|format=PDF\|utgivare=FIFA.com\|arkivurl=https://web.archive.org/web/20 151 218 201 230/http://resources.fifa.com/mm/document/tournament/competition/02/74/34/29/eng_01_1 210_sfc-akl_fulltime.pdf\|arkivdatum=18december2 015}}</ref> Domare: Sidi Alioum (Kamerun) |
| 19:45 UTC+9 | 19:45 UTC+9      |                                         |         |               | Yokohama Publik: 19 421<refname="Matchrapport−01">{{Webbref\|url=http://resources.fifa.com/mm/document/tournament/competition/02/74/34/29/eng_01_1 210_sfc-akl_fulltime.pdf\|titel=Match1:SanfrecceHiroshima-AucklandCity\|hämtdatum=18december2 015\|datum=10december2 015\|format=PDF\|utgivare=FIFA.com\|arkivurl=https://web.archive.org/web/20 151 218 201 230/http://resources.fifa.com/mm/document/tournament/competition/02/74/34/29/eng_01_1 210_sfc-akl_fulltime.pdf\|arkivdatum=18december2 015}}</ref> Domare: Sidi Alioum (Kamerun) | Yokohama Publik: 19 421<refname="Matchrapport−01">{{Webbref\|url=http://resources.fifa.com/mm/document/tournament/competition/02/74/34/29/eng_01_1 210_sfc-akl_fulltime.pdf\|titel=Match1:SanfrecceHiroshima-AucklandCity\|hämtdatum=18december2 015\|datum=10december2 015\|format=PDF\|utgivare=FIFA.com\|arkivurl=https://web.archive.org/web/20 151 218 201 230/http://resources.fifa.com/mm/document/tournament/competition/02/74/34/29/eng_01_1 210_sfc-akl_fulltime.pdf\|arkivdatum=18december2 015}}</ref> Domare: Sidi Alioum (Kamerun) |
| 19:45 UTC+9 | 19:45 UTC+9      |                                         |         |               | Yokohama Publik: 19 421<refname="Matchrapport−01">{{Webbref\|url=http://resources.fifa.com/mm/document/tournament/competition/02/74/34/29/eng_01_1 210_sfc-akl_fulltime.pdf\|titel=Match1:SanfrecceHiroshima-AucklandCity\|hämtdatum=18december2 015\|datum=10december2 015\|format=PDF\|utgivare=FIFA.com\|arkivurl=https://web.archive.org/web/20 151 218 201 230/http://resources.fifa.com/mm/document/tournament/competition/02/74/34/29/eng_01_1 210_sfc-akl_fulltime.pdf\|arkivdatum=18december2 015}}</ref> Domare: Sidi Alioum (Kamerun) | Yokohama Publik: 19 421<refname="Matchrapport−01">{{Webbref\|url=http://resources.fifa.com/mm/document/tournament/competition/02/74/34/29/eng_01_1 210_sfc-akl_fulltime.pdf\|titel=Match1:SanfrecceHiroshima-AucklandCity\|hämtdatum=18december2 015\|datum=10december2 015\|format=PDF\|utgivare=FIFA.com\|arkivurl=https://web.archive.org/web/20 151 218 201 230/http://resources.fifa.com/mm/document/tournament/competition/02/74/34/29/eng_01_1 210_sfc-akl_fulltime.pdf\|arkivdatum=18december2 015}}</ref> Domare: Sidi Alioum (Kamerun) |

### Kvartsfinaler
| 2           | 13 december 2015 | Club América      | 1 – 2   | Guangzhou Evergrande          | Nagai Stadium | |
| 16:00 UTC+9 | 16:00 UTC+9      | Oribe Peralta 55′ | (0 – 0) | Zheng Long 80′ Paulinho 90+3′ | Osaka Publik: 18 772<refname="Matchrapport−02">{{Webbref\|url=http://resources.fifa.com/mm/document/tournament/competition/02/74/41/74/eng_02_1 213_cfa-gze_fulltime.pdf\|titel=Match2:ClubAmérica-GuangzhouEvergrande\|hämtdatum=18december2 015\|datum=13december2 013\|format=PDF\|utgivare=FIFA.com\|arkivurl=https://web.archive.org/web/20 151 218 202 251/http://resources.fifa.com/mm/document/tournament/competition/02/74/41/74/eng_02_1 213_cfa-gze_fulltime.pdf\|arkivdatum=18december2 015}}</ref> Domare: Jonas Eriksson (Sverige) | Osaka Publik: 18 772<refname="Matchrapport−02">{{Webbref\|url=http://resources.fifa.com/mm/document/tournament/competition/02/74/41/74/eng_02_1 213_cfa-gze_fulltime.pdf\|titel=Match2:ClubAmérica-GuangzhouEvergrande\|hämtdatum=18december2 015\|datum=13december2 013\|format=PDF\|utgivare=FIFA.com\|arkivurl=https://web.archive.org/web/20 151 218 202 251/http://resources.fifa.com/mm/document/tournament/competition/02/74/41/74/eng_02_1 213_cfa-gze_fulltime.pdf\|arkivdatum=18december2 015}}</ref> Domare: Jonas Eriksson (Sverige) |
| 16:00 UTC+9 | 16:00 UTC+9      |                   |         |                               | Osaka Publik: 18 772<refname="Matchrapport−02">{{Webbref\|url=http://resources.fifa.com/mm/document/tournament/competition/02/74/41/74/eng_02_1 213_cfa-gze_fulltime.pdf\|titel=Match2:ClubAmérica-GuangzhouEvergrande\|hämtdatum=18december2 015\|datum=13december2 013\|format=PDF\|utgivare=FIFA.com\|arkivurl=https://web.archive.org/web/20 151 218 202 251/http://resources.fifa.com/mm/document/tournament/competition/02/74/41/74/eng_02_1 213_cfa-gze_fulltime.pdf\|arkivdatum=18december2 015}}</ref> Domare: Jonas Eriksson (Sverige) | Osaka Publik: 18 772<refname="Matchrapport−02">{{Webbref\|url=http://resources.fifa.com/mm/document/tournament/competition/02/74/41/74/eng_02_1 213_cfa-gze_fulltime.pdf\|titel=Match2:ClubAmérica-GuangzhouEvergrande\|hämtdatum=18december2 015\|datum=13december2 013\|format=PDF\|utgivare=FIFA.com\|arkivurl=https://web.archive.org/web/20 151 218 202 251/http://resources.fifa.com/mm/document/tournament/competition/02/74/41/74/eng_02_1 213_cfa-gze_fulltime.pdf\|arkivdatum=18december2 015}}</ref> Domare: Jonas Eriksson (Sverige) |
| 16:00 UTC+9 | 16:00 UTC+9      |                   |         |                               | Osaka Publik: 18 772<refname="Matchrapport−02">{{Webbref\|url=http://resources.fifa.com/mm/document/tournament/competition/02/74/41/74/eng_02_1 213_cfa-gze_fulltime.pdf\|titel=Match2:ClubAmérica-GuangzhouEvergrande\|hämtdatum=18december2 015\|datum=13december2 013\|format=PDF\|utgivare=FIFA.com\|arkivurl=https://web.archive.org/web/20 151 218 202 251/http://resources.fifa.com/mm/document/tournament/competition/02/74/41/74/eng_02_1 213_cfa-gze_fulltime.pdf\|arkivdatum=18december2 015}}</ref> Domare: Jonas Eriksson (Sverige) | Osaka Publik: 18 772<refname="Matchrapport−02">{{Webbref\|url=http://resources.fifa.com/mm/document/tournament/competition/02/74/41/74/eng_02_1 213_cfa-gze_fulltime.pdf\|titel=Match2:ClubAmérica-GuangzhouEvergrande\|hämtdatum=18december2 015\|datum=13december2 013\|format=PDF\|utgivare=FIFA.com\|arkivurl=https://web.archive.org/web/20 151 218 202 251/http://resources.fifa.com/mm/document/tournament/competition/02/74/41/74/eng_02_1 213_cfa-gze_fulltime.pdf\|arkivdatum=18december2 015}}</ref> Domare: Jonas Eriksson (Sverige) |

| 3           | 13 december 2015 | TP Mazembe | 0 – 3   | Sanfrecce Hiroshima                                      | Nagai Stadium | |
| 19:30 UTC+9 | 19:30 UTC+9      |            | (0 – 1) | Tsukasa Shiotani 44′ Kazuhiko Chiba 56′ Takuma Asano 78′ | Osaka Publik: 23 609<refname="Matchrapport−03">{{Webbref\|url=http://resources.fifa.com/mm/document/tournament/competition/02/74/43/34/eng_03_1 213_tpm-sfc_fulltime.pdf\|titel=Match3:TPMazembe-SanfrecceHiroshima\|hämtdatum=18december2 015\|datum=13december2 013\|format=PDF\|utgivare=FIFA.com\|arkivurl=https://web.archive.org/web/20 151 218 202 745/http://resources.fifa.com/mm/document/tournament/competition/02/74/43/34/eng_03_1 213_tpm-sfc_fulltime.pdf\|arkivdatum=18december2 015}}</ref> Domare: Wilmar Roldán (Colombia) | Osaka Publik: 23 609<refname="Matchrapport−03">{{Webbref\|url=http://resources.fifa.com/mm/document/tournament/competition/02/74/43/34/eng_03_1 213_tpm-sfc_fulltime.pdf\|titel=Match3:TPMazembe-SanfrecceHiroshima\|hämtdatum=18december2 015\|datum=13december2 013\|format=PDF\|utgivare=FIFA.com\|arkivurl=https://web.archive.org/web/20 151 218 202 745/http://resources.fifa.com/mm/document/tournament/competition/02/74/43/34/eng_03_1 213_tpm-sfc_fulltime.pdf\|arkivdatum=18december2 015}}</ref> Domare: Wilmar Roldán (Colombia) |
| 19:30 UTC+9 | 19:30 UTC+9      |            |         |                                                          | Osaka Publik: 23 609<refname="Matchrapport−03">{{Webbref\|url=http://resources.fifa.com/mm/document/tournament/competition/02/74/43/34/eng_03_1 213_tpm-sfc_fulltime.pdf\|titel=Match3:TPMazembe-SanfrecceHiroshima\|hämtdatum=18december2 015\|datum=13december2 013\|format=PDF\|utgivare=FIFA.com\|arkivurl=https://web.archive.org/web/20 151 218 202 745/http://resources.fifa.com/mm/document/tournament/competition/02/74/43/34/eng_03_1 213_tpm-sfc_fulltime.pdf\|arkivdatum=18december2 015}}</ref> Domare: Wilmar Roldán (Colombia) | Osaka Publik: 23 609<refname="Matchrapport−03">{{Webbref\|url=http://resources.fifa.com/mm/document/tournament/competition/02/74/43/34/eng_03_1 213_tpm-sfc_fulltime.pdf\|titel=Match3:TPMazembe-SanfrecceHiroshima\|hämtdatum=18december2 015\|datum=13december2 013\|format=PDF\|utgivare=FIFA.com\|arkivurl=https://web.archive.org/web/20 151 218 202 745/http://resources.fifa.com/mm/document/tournament/competition/02/74/43/34/eng_03_1 213_tpm-sfc_fulltime.pdf\|arkivdatum=18december2 015}}</ref> Domare: Wilmar Roldán (Colombia) |
| 19:30 UTC+9 | 19:30 UTC+9      |            |         |                                                          | Osaka Publik: 23 609<refname="Matchrapport−03">{{Webbref\|url=http://resources.fifa.com/mm/document/tournament/competition/02/74/43/34/eng_03_1 213_tpm-sfc_fulltime.pdf\|titel=Match3:TPMazembe-SanfrecceHiroshima\|hämtdatum=18december2 015\|datum=13december2 013\|format=PDF\|utgivare=FIFA.com\|arkivurl=https://web.archive.org/web/20 151 218 202 745/http://resources.fifa.com/mm/document/tournament/competition/02/74/43/34/eng_03_1 213_tpm-sfc_fulltime.pdf\|arkivdatum=18december2 015}}</ref> Domare: Wilmar Roldán (Colombia) | Osaka Publik: 23 609<refname="Matchrapport−03">{{Webbref\|url=http://resources.fifa.com/mm/document/tournament/competition/02/74/43/34/eng_03_1 213_tpm-sfc_fulltime.pdf\|titel=Match3:TPMazembe-SanfrecceHiroshima\|hämtdatum=18december2 015\|datum=13december2 013\|format=PDF\|utgivare=FIFA.com\|arkivurl=https://web.archive.org/web/20 151 218 202 745/http://resources.fifa.com/mm/document/tournament/competition/02/74/43/34/eng_03_1 213_tpm-sfc_fulltime.pdf\|arkivdatum=18december2 015}}</ref> Domare: Wilmar Roldán (Colombia) |

### Match om femteplats
| 4           | 16 december 2015 | Club América                                  | 2 – 1   | TP Mazembe          | Nagai Stadium | |
| 16:30 UTC+9 | 16:30 UTC+9      | Darío Benedetto 19′ Martín Eduardo Zúñiga 28′ | (2 – 1) | Rainford Kalaba 43′ | Osaka Publik: 11 686<refname="Matchrapport−04">{{Webbref\|url=http://resources.fifa.com/mm/document/tournament/competition/02/74/54/60/eng_04_1 216_cfa-tpm_fulltime.pdf\|titel=Match4:ClubAmérica-TPMazembe\|hämtdatum=18december2 015\|datum=16december2 015\|format=PDF\|utgivare=FIFA.com\|arkivurl=https://web.archive.org/web/20 151 218 202 828/http://resources.fifa.com/mm/document/tournament/competition/02/74/54/60/eng_04_1 216_cfa-tpm_fulltime.pdf\|arkivdatum=18december2 015}}</ref> Domare: Alireza Faghani (Iran) | Osaka Publik: 11 686<refname="Matchrapport−04">{{Webbref\|url=http://resources.fifa.com/mm/document/tournament/competition/02/74/54/60/eng_04_1 216_cfa-tpm_fulltime.pdf\|titel=Match4:ClubAmérica-TPMazembe\|hämtdatum=18december2 015\|datum=16december2 015\|format=PDF\|utgivare=FIFA.com\|arkivurl=https://web.archive.org/web/20 151 218 202 828/http://resources.fifa.com/mm/document/tournament/competition/02/74/54/60/eng_04_1 216_cfa-tpm_fulltime.pdf\|arkivdatum=18december2 015}}</ref> Domare: Alireza Faghani (Iran) |
| 16:30 UTC+9 | 16:30 UTC+9      |                                               |         |                     | Osaka Publik: 11 686<refname="Matchrapport−04">{{Webbref\|url=http://resources.fifa.com/mm/document/tournament/competition/02/74/54/60/eng_04_1 216_cfa-tpm_fulltime.pdf\|titel=Match4:ClubAmérica-TPMazembe\|hämtdatum=18december2 015\|datum=16december2 015\|format=PDF\|utgivare=FIFA.com\|arkivurl=https://web.archive.org/web/20 151 218 202 828/http://resources.fifa.com/mm/document/tournament/competition/02/74/54/60/eng_04_1 216_cfa-tpm_fulltime.pdf\|arkivdatum=18december2 015}}</ref> Domare: Alireza Faghani (Iran) | Osaka Publik: 11 686<refname="Matchrapport−04">{{Webbref\|url=http://resources.fifa.com/mm/document/tournament/competition/02/74/54/60/eng_04_1 216_cfa-tpm_fulltime.pdf\|titel=Match4:ClubAmérica-TPMazembe\|hämtdatum=18december2 015\|datum=16december2 015\|format=PDF\|utgivare=FIFA.com\|arkivurl=https://web.archive.org/web/20 151 218 202 828/http://resources.fifa.com/mm/document/tournament/competition/02/74/54/60/eng_04_1 216_cfa-tpm_fulltime.pdf\|arkivdatum=18december2 015}}</ref> Domare: Alireza Faghani (Iran) |
| 16:30 UTC+9 | 16:30 UTC+9      |                                               |         |                     | Osaka Publik: 11 686<refname="Matchrapport−04">{{Webbref\|url=http://resources.fifa.com/mm/document/tournament/competition/02/74/54/60/eng_04_1 216_cfa-tpm_fulltime.pdf\|titel=Match4:ClubAmérica-TPMazembe\|hämtdatum=18december2 015\|datum=16december2 015\|format=PDF\|utgivare=FIFA.com\|arkivurl=https://web.archive.org/web/20 151 218 202 828/http://resources.fifa.com/mm/document/tournament/competition/02/74/54/60/eng_04_1 216_cfa-tpm_fulltime.pdf\|arkivdatum=18december2 015}}</ref> Domare: Alireza Faghani (Iran) | Osaka Publik: 11 686<refname="Matchrapport−04">{{Webbref\|url=http://resources.fifa.com/mm/document/tournament/competition/02/74/54/60/eng_04_1 216_cfa-tpm_fulltime.pdf\|titel=Match4:ClubAmérica-TPMazembe\|hämtdatum=18december2 015\|datum=16december2 015\|format=PDF\|utgivare=FIFA.com\|arkivurl=https://web.archive.org/web/20 151 218 202 828/http://resources.fifa.com/mm/document/tournament/competition/02/74/54/60/eng_04_1 216_cfa-tpm_fulltime.pdf\|arkivdatum=18december2 015}}</ref> Domare: Alireza Faghani (Iran) |

### Semifinaler
| 5           | 16 december 2015 | Sanfrecce Hiroshima | 0 – 1   | River Plate      | Nagai Stadium | |
| 19:30 UTC+9 | 19:30 UTC+9      |                     | (0 – 0) | Lucas Alario 72′ | Osaka Publik: 20 133<refname="Matchrapport−05">{{Webbref\|url=http://resources.fifa.com/mm/document/tournament/competition/02/74/55/83/eng_05_1 216_sfc-car_fulltime.pdf\|titel=Match5:SanfrecceHiroshima-RiverPlate\|hämtdatum=18december2 015\|datum=16december2 015\|format=PDF\|utgivare=FIFA.com\|arkivurl=https://web.archive.org/web/20 151 218 203 543/http://resources.fifa.com/mm/document/tournament/competition/02/74/55/83/eng_05_1 216_sfc-car_fulltime.pdf\|arkivdatum=18december2 015}}</ref> Domare: Jonas Eriksson (Sverige) | Osaka Publik: 20 133<refname="Matchrapport−05">{{Webbref\|url=http://resources.fifa.com/mm/document/tournament/competition/02/74/55/83/eng_05_1 216_sfc-car_fulltime.pdf\|titel=Match5:SanfrecceHiroshima-RiverPlate\|hämtdatum=18december2 015\|datum=16december2 015\|format=PDF\|utgivare=FIFA.com\|arkivurl=https://web.archive.org/web/20 151 218 203 543/http://resources.fifa.com/mm/document/tournament/competition/02/74/55/83/eng_05_1 216_sfc-car_fulltime.pdf\|arkivdatum=18december2 015}}</ref> Domare: Jonas Eriksson (Sverige) |
| 19:30 UTC+9 | 19:30 UTC+9      |                     |         |                  | Osaka Publik: 20 133<refname="Matchrapport−05">{{Webbref\|url=http://resources.fifa.com/mm/document/tournament/competition/02/74/55/83/eng_05_1 216_sfc-car_fulltime.pdf\|titel=Match5:SanfrecceHiroshima-RiverPlate\|hämtdatum=18december2 015\|datum=16december2 015\|format=PDF\|utgivare=FIFA.com\|arkivurl=https://web.archive.org/web/20 151 218 203 543/http://resources.fifa.com/mm/document/tournament/competition/02/74/55/83/eng_05_1 216_sfc-car_fulltime.pdf\|arkivdatum=18december2 015}}</ref> Domare: Jonas Eriksson (Sverige) | Osaka Publik: 20 133<refname="Matchrapport−05">{{Webbref\|url=http://resources.fifa.com/mm/document/tournament/competition/02/74/55/83/eng_05_1 216_sfc-car_fulltime.pdf\|titel=Match5:SanfrecceHiroshima-RiverPlate\|hämtdatum=18december2 015\|datum=16december2 015\|format=PDF\|utgivare=FIFA.com\|arkivurl=https://web.archive.org/web/20 151 218 203 543/http://resources.fifa.com/mm/document/tournament/competition/02/74/55/83/eng_05_1 216_sfc-car_fulltime.pdf\|arkivdatum=18december2 015}}</ref> Domare: Jonas Eriksson (Sverige) |
| 19:30 UTC+9 | 19:30 UTC+9      |                     |         |                  | Osaka Publik: 20 133<refname="Matchrapport−05">{{Webbref\|url=http://resources.fifa.com/mm/document/tournament/competition/02/74/55/83/eng_05_1 216_sfc-car_fulltime.pdf\|titel=Match5:SanfrecceHiroshima-RiverPlate\|hämtdatum=18december2 015\|datum=16december2 015\|format=PDF\|utgivare=FIFA.com\|arkivurl=https://web.archive.org/web/20 151 218 203 543/http://resources.fifa.com/mm/document/tournament/competition/02/74/55/83/eng_05_1 216_sfc-car_fulltime.pdf\|arkivdatum=18december2 015}}</ref> Domare: Jonas Eriksson (Sverige) | Osaka Publik: 20 133<refname="Matchrapport−05">{{Webbref\|url=http://resources.fifa.com/mm/document/tournament/competition/02/74/55/83/eng_05_1 216_sfc-car_fulltime.pdf\|titel=Match5:SanfrecceHiroshima-RiverPlate\|hämtdatum=18december2 015\|datum=16december2 015\|format=PDF\|utgivare=FIFA.com\|arkivurl=https://web.archive.org/web/20 151 218 203 543/http://resources.fifa.com/mm/document/tournament/competition/02/74/55/83/eng_05_1 216_sfc-car_fulltime.pdf\|arkivdatum=18december2 015}}</ref> Domare: Jonas Eriksson (Sverige) |

| 6           | 17 december 2015 | Barcelona                        | 3 – 0   | Guangzhou Evergrande | International Stadium | |
| 19:30 UTC+9 | 19:30 UTC+9      | Luis Suárez 39′, 50′, 67′ (str.) | (1 – 0) |                      | Yokohama Publik: 63 870<refname="Matchrapport−06">{{Webbref\|url=http://resources.fifa.com/mm/document/tournament/competition/02/74/60/72/eng_06_1 217_fcb-gze_fulltime.pdf\|titel=Match6:Barcelona-GuangzhouEvergrande\|hämtdatum=18december2 015\|datum=17december2 015\|format=PDF\|utgivare=FIFA.com\|arkivurl=https://web.archive.org/web/20 151 218 203 719/http://resources.fifa.com/mm/document/tournament/competition/02/74/60/72/eng_06_1 217_fcb-gze_fulltime.pdf\|arkivdatum=18december2 015}}</ref> Domare: Joel Aguilar (El Salvador) | Yokohama Publik: 63 870<refname="Matchrapport−06">{{Webbref\|url=http://resources.fifa.com/mm/document/tournament/competition/02/74/60/72/eng_06_1 217_fcb-gze_fulltime.pdf\|titel=Match6:Barcelona-GuangzhouEvergrande\|hämtdatum=18december2 015\|datum=17december2 015\|format=PDF\|utgivare=FIFA.com\|arkivurl=https://web.archive.org/web/20 151 218 203 719/http://resources.fifa.com/mm/document/tournament/competition/02/74/60/72/eng_06_1 217_fcb-gze_fulltime.pdf\|arkivdatum=18december2 015}}</ref> Domare: Joel Aguilar (El Salvador) |
| 19:30 UTC+9 | 19:30 UTC+9      |                                  |         |                      | Yokohama Publik: 63 870<refname="Matchrapport−06">{{Webbref\|url=http://resources.fifa.com/mm/document/tournament/competition/02/74/60/72/eng_06_1 217_fcb-gze_fulltime.pdf\|titel=Match6:Barcelona-GuangzhouEvergrande\|hämtdatum=18december2 015\|datum=17december2 015\|format=PDF\|utgivare=FIFA.com\|arkivurl=https://web.archive.org/web/20 151 218 203 719/http://resources.fifa.com/mm/document/tournament/competition/02/74/60/72/eng_06_1 217_fcb-gze_fulltime.pdf\|arkivdatum=18december2 015}}</ref> Domare: Joel Aguilar (El Salvador) | Yokohama Publik: 63 870<refname="Matchrapport−06">{{Webbref\|url=http://resources.fifa.com/mm/document/tournament/competition/02/74/60/72/eng_06_1 217_fcb-gze_fulltime.pdf\|titel=Match6:Barcelona-GuangzhouEvergrande\|hämtdatum=18december2 015\|datum=17december2 015\|format=PDF\|utgivare=FIFA.com\|arkivurl=https://web.archive.org/web/20 151 218 203 719/http://resources.fifa.com/mm/document/tournament/competition/02/74/60/72/eng_06_1 217_fcb-gze_fulltime.pdf\|arkivdatum=18december2 015}}</ref> Domare: Joel Aguilar (El Salvador) |
| 19:30 UTC+9 | 19:30 UTC+9      |                                  |         |                      | Yokohama Publik: 63 870<refname="Matchrapport−06">{{Webbref\|url=http://resources.fifa.com/mm/document/tournament/competition/02/74/60/72/eng_06_1 217_fcb-gze_fulltime.pdf\|titel=Match6:Barcelona-GuangzhouEvergrande\|hämtdatum=18december2 015\|datum=17december2 015\|format=PDF\|utgivare=FIFA.com\|arkivurl=https://web.archive.org/web/20 151 218 203 719/http://resources.fifa.com/mm/document/tournament/competition/02/74/60/72/eng_06_1 217_fcb-gze_fulltime.pdf\|arkivdatum=18december2 015}}</ref> Domare: Joel Aguilar (El Salvador) | Yokohama Publik: 63 870<refname="Matchrapport−06">{{Webbref\|url=http://resources.fifa.com/mm/document/tournament/competition/02/74/60/72/eng_06_1 217_fcb-gze_fulltime.pdf\|titel=Match6:Barcelona-GuangzhouEvergrande\|hämtdatum=18december2 015\|datum=17december2 015\|format=PDF\|utgivare=FIFA.com\|arkivurl=https://web.archive.org/web/20 151 218 203 719/http://resources.fifa.com/mm/document/tournament/competition/02/74/60/72/eng_06_1 217_fcb-gze_fulltime.pdf\|arkivdatum=18december2 015}}</ref> Domare: Joel Aguilar (El Salvador) |

### Match om tredjepris
| 7           | 20 december 2015 | Sanfrecce Hiroshima | 2 – 1   | Guangzhou Evergrande | International Stadium | |
| 16:00 UTC+9 | 16:00 UTC+9      | Douglas 70′, 83′    | (0 – 1) | Paulinho 4′          | Yokohama Publik: 47 968<refname="Matchrapport−07">{{Webbref\|url=http://resources.fifa.com/mm/document/tournament/competition/02/74/68/94/eng_07_1 220_sfc-gze_fulltime.pdf\|titel=Match7:SanfrecceHiroshima-GuangzhouEvergrande\|hämtdatum=20december2 015\|datum=20december2 015\|format=PDF\|utgivare=FIFA.com\|arkivurl=https://web.archive.org/web/20 151 220 150 915/http://resources.fifa.com/mm/document/tournament/competition/02/74/68/94/eng_07_1 220_sfc-gze_fulltime.pdf\|arkivdatum=20december2 015}}</ref> Domare: Matt Conger (Nya Zeeland) | Yokohama Publik: 47 968<refname="Matchrapport−07">{{Webbref\|url=http://resources.fifa.com/mm/document/tournament/competition/02/74/68/94/eng_07_1 220_sfc-gze_fulltime.pdf\|titel=Match7:SanfrecceHiroshima-GuangzhouEvergrande\|hämtdatum=20december2 015\|datum=20december2 015\|format=PDF\|utgivare=FIFA.com\|arkivurl=https://web.archive.org/web/20 151 220 150 915/http://resources.fifa.com/mm/document/tournament/competition/02/74/68/94/eng_07_1 220_sfc-gze_fulltime.pdf\|arkivdatum=20december2 015}}</ref> Domare: Matt Conger (Nya Zeeland) |
| 16:00 UTC+9 | 16:00 UTC+9      |                     |         |                      | Yokohama Publik: 47 968<refname="Matchrapport−07">{{Webbref\|url=http://resources.fifa.com/mm/document/tournament/competition/02/74/68/94/eng_07_1 220_sfc-gze_fulltime.pdf\|titel=Match7:SanfrecceHiroshima-GuangzhouEvergrande\|hämtdatum=20december2 015\|datum=20december2 015\|format=PDF\|utgivare=FIFA.com\|arkivurl=https://web.archive.org/web/20 151 220 150 915/http://resources.fifa.com/mm/document/tournament/competition/02/74/68/94/eng_07_1 220_sfc-gze_fulltime.pdf\|arkivdatum=20december2 015}}</ref> Domare: Matt Conger (Nya Zeeland) | Yokohama Publik: 47 968<refname="Matchrapport−07">{{Webbref\|url=http://resources.fifa.com/mm/document/tournament/competition/02/74/68/94/eng_07_1 220_sfc-gze_fulltime.pdf\|titel=Match7:SanfrecceHiroshima-GuangzhouEvergrande\|hämtdatum=20december2 015\|datum=20december2 015\|format=PDF\|utgivare=FIFA.com\|arkivurl=https://web.archive.org/web/20 151 220 150 915/http://resources.fifa.com/mm/document/tournament/competition/02/74/68/94/eng_07_1 220_sfc-gze_fulltime.pdf\|arkivdatum=20december2 015}}</ref> Domare: Matt Conger (Nya Zeeland) |
| 16:00 UTC+9 | 16:00 UTC+9      |                     |         |                      | Yokohama Publik: 47 968<refname="Matchrapport−07">{{Webbref\|url=http://resources.fifa.com/mm/document/tournament/competition/02/74/68/94/eng_07_1 220_sfc-gze_fulltime.pdf\|titel=Match7:SanfrecceHiroshima-GuangzhouEvergrande\|hämtdatum=20december2 015\|datum=20december2 015\|format=PDF\|utgivare=FIFA.com\|arkivurl=https://web.archive.org/web/20 151 220 150 915/http://resources.fifa.com/mm/document/tournament/competition/02/74/68/94/eng_07_1 220_sfc-gze_fulltime.pdf\|arkivdatum=20december2 015}}</ref> Domare: Matt Conger (Nya Zeeland) | Yokohama Publik: 47 968<refname="Matchrapport−07">{{Webbref\|url=http://resources.fifa.com/mm/document/tournament/competition/02/74/68/94/eng_07_1 220_sfc-gze_fulltime.pdf\|titel=Match7:SanfrecceHiroshima-GuangzhouEvergrande\|hämtdatum=20december2 015\|datum=20december2 015\|format=PDF\|utgivare=FIFA.com\|arkivurl=https://web.archive.org/web/20 151 220 150 915/http://resources.fifa.com/mm/document/tournament/competition/02/74/68/94/eng_07_1 220_sfc-gze_fulltime.pdf\|arkivdatum=20december2 015}}</ref> Domare: Matt Conger (Nya Zeeland) |

### Final
| 8           | 20 december 2015 | River Plate | 0 – 3   | Barcelona                             | International Stadium | |
| 19:30 UTC+9 | 19:30 UTC+9      |             | (0 – 1) | Lionel Messi 36′ Luis Suárez 49′, 68′ | Yokohama Publik: 66 853<refname="Matchrapport−08">{{Webbref\|url=http://resources.fifa.com/mm/document/tournament/competition/02/74/70/97/eng_08_1 220_car-fcb_fulltime.pdf\|titel=Match8:RiverPlate-Barcelona\|hämtdatum=20december2 015\|datum=20december2 015\|format=PDF\|utgivare=FIFA.com\|arkivurl=https://web.archive.org/web/20 151 220 150 951/http://resources.fifa.com/mm/document/tournament/competition/02/74/70/97/eng_08_1 220_car-fcb_fulltime.pdf\|arkivdatum=20december2 015}}</ref> Domare: Alireza Faghani (Iran) | Yokohama Publik: 66 853<refname="Matchrapport−08">{{Webbref\|url=http://resources.fifa.com/mm/document/tournament/competition/02/74/70/97/eng_08_1 220_car-fcb_fulltime.pdf\|titel=Match8:RiverPlate-Barcelona\|hämtdatum=20december2 015\|datum=20december2 015\|format=PDF\|utgivare=FIFA.com\|arkivurl=https://web.archive.org/web/20 151 220 150 951/http://resources.fifa.com/mm/document/tournament/competition/02/74/70/97/eng_08_1 220_car-fcb_fulltime.pdf\|arkivdatum=20december2 015}}</ref> Domare: Alireza Faghani (Iran) |
| 19:30 UTC+9 | 19:30 UTC+9      |             |         |                                       | Yokohama Publik: 66 853<refname="Matchrapport−08">{{Webbref\|url=http://resources.fifa.com/mm/document/tournament/competition/02/74/70/97/eng_08_1 220_car-fcb_fulltime.pdf\|titel=Match8:RiverPlate-Barcelona\|hämtdatum=20december2 015\|datum=20december2 015\|format=PDF\|utgivare=FIFA.com\|arkivurl=https://web.archive.org/web/20 151 220 150 951/http://resources.fifa.com/mm/document/tournament/competition/02/74/70/97/eng_08_1 220_car-fcb_fulltime.pdf\|arkivdatum=20december2 015}}</ref> Domare: Alireza Faghani (Iran) | Yokohama Publik: 66 853<refname="Matchrapport−08">{{Webbref\|url=http://resources.fifa.com/mm/document/tournament/competition/02/74/70/97/eng_08_1 220_car-fcb_fulltime.pdf\|titel=Match8:RiverPlate-Barcelona\|hämtdatum=20december2 015\|datum=20december2 015\|format=PDF\|utgivare=FIFA.com\|arkivurl=https://web.archive.org/web/20 151 220 150 951/http://resources.fifa.com/mm/document/tournament/competition/02/74/70/97/eng_08_1 220_car-fcb_fulltime.pdf\|arkivdatum=20december2 015}}</ref> Domare: Alireza Faghani (Iran) |
| 19:30 UTC+9 | 19:30 UTC+9      |             |         |                                       | Yokohama Publik: 66 853<refname="Matchrapport−08">{{Webbref\|url=http://resources.fifa.com/mm/document/tournament/competition/02/74/70/97/eng_08_1 220_car-fcb_fulltime.pdf\|titel=Match8:RiverPlate-Barcelona\|hämtdatum=20december2 015\|datum=20december2 015\|format=PDF\|utgivare=FIFA.com\|arkivurl=https://web.archive.org/web/20 151 220 150 951/http://resources.fifa.com/mm/document/tournament/competition/02/74/70/97/eng_08_1 220_car-fcb_fulltime.pdf\|arkivdatum=20december2 015}}</ref> Domare: Alireza Faghani (Iran) | Yokohama Publik: 66 853<refname="Matchrapport−08">{{Webbref\|url=http://resources.fifa.com/mm/document/tournament/competition/02/74/70/97/eng_08_1 220_car-fcb_fulltime.pdf\|titel=Match8:RiverPlate-Barcelona\|hämtdatum=20december2 015\|datum=20december2 015\|format=PDF\|utgivare=FIFA.com\|arkivurl=https://web.archive.org/web/20 151 220 150 951/http://resources.fifa.com/mm/document/tournament/competition/02/74/70/97/eng_08_1 220_car-fcb_fulltime.pdf\|arkivdatum=20december2 015}}</ref> Domare: Alireza Faghani (Iran) |